# Butansyre
Butansyre er en carboxylsyre med den kemiske formel CH3CH2CH2COOH. Dens trivialnavn er smørsyre. Butansyre findes først og fremmest i harsk smør, parmesanost og opkast, og den har en ubehagelig lugt og en sur smag med en sødlig eftersmag. Butansyre kan genkendes af dyr med en god lugtesans (f.eks. hunde) i koncentrationer helt ned til 10 ppb, mens mennesker kan genkende stoffet i koncentrationer ned til 10 ppm.

## Forekomst i naturen
Butansyre er en fedtsyre, som findes i form af estere i animalske fedtstoffer og planteolier. Der er 3-4 % butansyreglycerid i smør, og når smørret harsker, frigøres den ildelugtende butansyre fra glyceridet ved hydrolyse, og det er hovedårsagen til den ubehagelige lugt af "sure tæer". Butansyre findes også som en hexylester i olie fra kæmpebjørneklo og som oktylester i almindelig pastinak, og den er fundet i kødsaft og sved.

## Fremstilling
Butansyre fremstilles ved forgæring af sukker eller stivelse, sådan som det f.eks. sker, når ost modnes, hvor man tilsætter kalk for at neutralisere de syrer, som dannes i processen. "Smørsyregæring" af stivelse fremskyndes af bakterien Bacillus subtilis.

## Egenskaber
Butansyre er en olieagtig, farveløs væske, som størkner ved -8 °C. Den koger ved 164 °C, og den er letopløselig i vand, ætanol og æter. Syren udfældes af en vandig opløsning, når man tilsætter calciumklorid. Kaliumdikromat og svovlsyre ilter butansyre til CO2 og eddikesyre, mens basisk kaliumpermanganat ilter den til CO2. Calciumsaltet, Ca(C4H7O2)2·H2O, er lettere at opløse i koldt vand end i varmt.

## Anvendelse
Butansyre bruges ved fremstilling af forskellige butyrat-estere. De lavmolekylære estere af butansyre som f.eks. metylbutyrat har oftest behagelig aroma eller smag. Derfor bruges de som tilsætningsstoffer i madvarer og parfume.

## Isomerer
Der findes et isomert stof, 2-metylpropansyre eller isosmørsyre, der har samme sumformel som butansyre, men en anden molekylstruktur. De to stoffer har næsten de samme kemiske, men forskellige fysiske egenskaber.